# Gauliga Weser-Ems 1943/44
De Gauliga Weser-Ems 1943/44 was het etweede voetbalkampioenschap van de Gauliga Weser-Ems. De competitie werd in drie reeksen opgedeeld. SpVgg 05 Wilhelmshaven werd kampioen en plaatste zich zo voor de eindronde om de Duitse landstitel. De club versloeg Eintracht Braunschweig en verloor dan van LSV Hamburg.

## Eindstand

### Groep Bremen
| Plaats | Club                  | Wed. | W | G | V | Saldo | Ptn.  |
| ------ | --------------------- | ---- | - | - | - | ----- | ----- |
| 1.     | ASV Blumenthal        | 14   | 8 | 2 | 4 | 31:24 | 18:10 |
| 2.     | FV Woltmershausen     | 13   | 7 | 1 | 5 | 40:29 | 15:11 |
| 3.     | TuRa Gröpelinen       | 14   | 6 | 3 | 5 | 27:39 | 15:13 |
| 4.     | SV Werder Bremen      | 14   | 7 | 0 | 7 | 44:23 | 14:14 |
| 5.     | VfB Komet 1896 Bremen | 14   | 6 | 1 | 7 | 28:30 | 13:15 |
| 6.     | Bremer SV 06          | 14   | 6 | 1 | 7 | 42:46 | 13:15 |
| 7.     | BV Grohn 1911         | 14   | 5 | 2 | 7 | 35:41 | 12:16 |
| 8.     | Bremer Sportfreunde   | 13   | 4 | 2 | 7 | 20:35 | 10:16 |

|  | Geplaatst voor finaleronde |

### Groep Osnabrück
| Plaats | Club                   | Wed. | W | G | V | Saldo | Ptn.  |
| ------ | ---------------------- | ---- | - | - | - | ----- | ----- |
| 1.     | VfL Osnabrück          | 5    | 4 | 1 | 0 | 17:02 | 09:01 |
| 2.     | TSV Osnabrück          | 5    | 2 | 3 | 0 | 20:12 | 07:03 |
| 3.     | Reichsbahn Osnabrück   | 5    | 2 | 1 | 2 | 13:15 | 05:05 |
| 4.     | Schinkel 04            | 4    | 1 | 1 | 2 | 07:08 | 03:05 |
| 5.     | Raspo Osnabrück        | 3    | 1 | 0 | 2 | 06:10 | 02:04 |
| 6.     | Reichsbahn Cloppenburg | 6    | 0 | 2 | 4 | 12:28 | 02:10 |

|  | Geplaatst voor finaleronde |

### Groep Oldenburg/Friesland
| Plaats | Club                   | Wed.           | W              | G              | V              | Saldo          | Ptn.           |
| ------ | ---------------------- | -------------- | -------------- | -------------- | -------------- | -------------- | -------------- |
| 1.     | SpVgg 05 Wilhelmshaven | 14             | 14             | 0              | 0              | 115:15         | 28:00          |
| 2.     | Blau-Weiß Varel        | 15             | 10             | 2              | 3              | 60:31          | 22:08          |
| 3.     | LSV Ahlhorn            | 16             | 9              | 1              | 6              | 50:41          | 19:13          |
| 4.     | Braker SV              | 16             | 8              | 2              | 6              | 55:39          | 18:14          |
| 5.     | TuS Aurich             | 16             | 7              | 1              | 8              | 51:48          | 15:17          |
| 6.     | VfB Oldenburg          | 16             | 7              | 1              | 8              | 49:59          | 15:17          |
| 7.     | VfL Oldenburg          | 15             | 5              | 0              | 10             | 37:83          | 10:20          |
| 8.     | KMW Wilhelmshaven      | 16             | 4              | 1              | 11             | 41:70          | 09:23          |
| 9.     | Victoria Oldenburg     | 16             | 2              | 0              | 14             | 19:91          | 04:28          |
| 10.    | LSV Bad Zwischenahn    | Teruggetrokken | Teruggetrokken | Teruggetrokken | Teruggetrokken | Teruggetrokken | Teruggetrokken |

|  | Geplaatst voor finaleronde |

## Finaleronde
| Plaats | Club                   | Wed. | W | G | V | Saldo | Ptn. |
| ------ | ---------------------- | ---- | - | - | - | ----- | ---- |
| 1.     | SpVgg 05 Wilhelmshaven | 3    | 3 | 0 | 0 | 21:2  | 6:0  |
| 2.     | ASV Blumenthal         | 3    | 1 | 0 | 2 | 2:13  | 2:4  |
| 3.     | VfL Osnabrück          | 2    | 0 | 0 | 2 | 0:8   | 0:4  |

|  | Kampioen |